# Kiltijärvi, Lappland
Kiltijärvi är en sjö i Gällivare kommun i Lappland och ingår i Kalixälvens huvudavrinningsområde. Sjön har en area på 0,188 kvadratkilometer och ligger 353,1 meter över havet.

## Delavrinningsområde
Kiltijärvi ingår i det delavrinningsområde (748533-174893) som SMHI kallar för Mynnar i Ängesån. Medelhöjden är 363 meter över havet och ytan är 4,15 kvadratkilometer. Det finns ett avrinningsområde uppströms, och räknas det in blir den ackumulerade arean 56,76 kvadratkilometer. Runnarjoki som avvattnar avrinningsområdet har biflödesordning 4, vilket innebär att vattnet flödar genom totalt 4 vattendrag innan det når havet efter 222 kilometer. Avrinningsområdet består mestadels av skog (77 procent) och sankmarker (15 procent). Avrinningsområdet har 0,32 kvadratkilometer vattenytor vilket ger det en sjöprocent på 7,7 procent.